# Dactylifera australiensis
Dactylifera australiensis är en svampart som beskrevs av Alcorn 1987. Dactylifera australiensis ingår i släktet Dactylifera, divisionen sporsäcksvampar och riket svampar.   Inga underarter finns listade i Catalogue of Life.